# Daniel Woldemar Åkerman
Daniel Woldemar (D.W.) Åkerman, född 23 september 1843 i Brahestad, död 22 oktober 1919 i Taipalsaari, var en finländsk jurist och ämbetsman. Han var gift med Emma Åkerman och far till Aarni Voipio.
Åkerman avlade domarexamen 1866 och innehade från 1870 olika tjänster vid Viborgs hovrätt, 1890–1901 hovrättsråd. Han var 1891–1901 häradshövding i Stranda domsaga i Viborgs län samt 1901–1904 senator och chef för handels- och industriexpeditionen och 1904–1905 och 1910–1912 vice ordförande i senatens justitiedepartement. Efter mordet på prokurator Eliel Soisalon-Soininen 1905 var Åkerman en kort tid dennes efterträdare. Han var president i Åbo hovrätt 1905–1910. 
Åkerman var fennoman och arbetade för den finska kulturen i Viborg bland annat som ordförande för Viipurin suomalaisen kirjallisuuden seura och Viipurin työväenyhdistys. Han bidrog också till utformandet av 1902 års språkförordning som jämställde finskan och svenskan som ämbetsspråk. Med tiden intog han en alltmer undfallande hållning gentemot de ryska myndigheterna, vilket till slut väckte kritik även bland hans gammalfinska partifränder. Hans memoarer, Muistelmia, publicerades 1993.